# Le Quai de Ouistreham
Cet article concerne le récit de Florence Aubenas. Pour le film d'Emmanuel Carrère, voir Ouistreham (film).
Le Quai de Ouistreham est un récit autobiographique de la journaliste Florence Aubenas paru le 25 février 2010 aux éditions de l'Olivier.
Pour ce livre, Florence Aubenas a reçu :
- le prix Jean Amila-Meckert 2010, qui lui a été remis le 17 mai 2010 lors du Salon du livre d'expression populaire et de critique sociale d'Arras
- le prix Joseph-Kessel[1] 2010, qui lui a été remis le 22 mai 2010 au festival Étonnants voyageurs à Saint-Malo
- le Globe de Cristal 2011[2], catégorie « littérature et essai »

## Présentation
Cet ouvrage est l'aboutissement d'un travail d'enquête dans lequel, pendant six mois, Florence Aubenas s'est totalement investie pour « vivre la vie » des plus démunis, ceux et surtout celles qui galèrent de petit boulot en petit boulot, de travail précaire (femme de ménage par exemple) en travail à temps partiel qui ne permet même pas d'en vivre. 
Au départ de ce livre, il y a une question qui taraude Florence Aubenas : comment définir et préciser l’impact de la crise économique sur la vie quotidienne des plus défavorisés, que la vie n’a pas gâtés et qui n'ont souvent connu que le travail temporaire et le chômage ? Elle veut comprendre les mécanismes de l'exclusion sociale et la vraie signification  du mot « crise » pour cette population, et témoigner. Pendant plusieurs mois, elle joue le jeu et  entre dans la peau d’une femme d’une quarantaine d’années, sans formation, sans expérience professionnelle, à la fois femme de ménage et bouche-trous, qui n'est que « transparente ».
Elle choisit Caen, ville moyenne a priori sans difficultés particulières, où elle n’a aucune attache, pour chercher un travail, affronter les limites et les incohérences du système socio-économique et découvrir un Pôle emploi dépassé par l’ampleur de ses missions et le cynisme des officines de placement. Parmi ses nombreux emplois, l'un d'eux consiste à nettoyer, quand ils sont à quai, les ferries assurant la liaison entre Caen-Ouistreham et Portsmouth, d'où le titre de l'ouvrage. Tout au long de son récit, elle rencontre des gens obnubilés par leur survie quotidienne sans savoir de quoi demain sera fait ; cela lui permet de  dresser de beaux portraits de femmes, dépassées ou transcendées par leur condition.

## Son expérience
Là-bas, elle va connaître la galère et les humiliations de toute femme de sa condition : ballottée entre petits boulots durs et sans intérêt qui ne permettent guère de survivre, s’abaisser pour décrocher le moindre emploi à temps partiel, s’astreindre à ne pas répondre aux provocations. « Je cours d’une chose à l’autre, écrit-elle, maladroite, toujours en retard d’un reproche. » Ses deux copines Victoria et Fanfan rencontrées dans ses galères, avaient créé une section syndicale pour les précaires, tous les boulots dévalorisés des hypermarchés, entreprises de sous-traitance, intérimaires, femmes de ménage… Elles détonnaient dans ce monde syndical d’hommes et de métallos. Pour toutes ces femmes — elles sont largement majoritaires — c’est la peur qui l’emporte, peur d'être licenciée et de tomber encore plus bas. Au pot de Lætitia — une première dans ce milieu — beaucoup ne viendront pas, uniquement par peur de déplaire. La dureté du travail tient autant aux normes imposées qu’à la mentalité des « petits chefs ».

## Crise et précarité
Transparence, écrit-elle : « Mes relations de travail consistent pour l’essentiel à me faire oublier… » Victoria l’avait pourtant avertie : « Tu verras, tu deviens invisible quand tu es femme de ménage. »
Totale contradiction entre l’action du Pôle emploi et la réalité du terrain, comme le travail au camping du Cheval blanc. À Caen et dans le département, depuis la fin de Moulinex, les problèmes sont endémiques, l’économie se traîne de crise en crise, laissant à chaque fois plus de gens au bord du chemin, nouvelles victimes d’une économie chancelante.
L’État se contente le plus souvent d’organiser des stages de formation qui permettent aux gens de rester inscrits au chômage, de communiquer dans les réunions et de masquer les problèmes. La convocation mensuelle du Pôle emploi provoque cette confidence : « Si nous ne recevons pas les gens en temps et en heure, une alerte se déclenche sur nos ordinateurs. Nous aussi, nous sommes sanctionnés. Les primes sautent, la notation chute. ». Le tabou de la fonctionnarisation des agents, la gestion administrative du chômage et la volonté de « faire du chiffre » ne facilitent pas l’instauration de relations de confiance.
Pour le reste, rien ne change, ce sont toujours les mêmes petits boulots que ce soit à L’Immaculé, au terminal du ferry ou au camping du Cheval blanc. Vaille que vaille, le « tracteur », le vieux tacot qui traîne Florence, roule encore, les heures supplémentaires ne sont pas payées… Pourtant, quand elle n’a plus d'espoir, elle décroche enfin un CDI à temps partiel: 2h30 par jour de 5h30 à 8h du matin, payées au tarif conventionnel de 8,94€ brut de l’heure, qu'elle va refuser.

## Adaptations
- Mise en onde en feuilletons de cinq épisodes pour France Culture[7], diffusés du 29 août 2010 au 2 septembre 2011.
- Pièce de théâtre mise en scène par Louise Vignaud au Théâtre des Clochards Célestes à Lyon (du 16 au 26 mai 2018)[8].
- Le récit est adapté au cinéma par Emmanuel Carrère dans le film Ouistreham avec Juliette Binoche dans le rôle de Florence Aubenas[9], sorti en salles le 12 janvier 2022.

## Accueil de la critique
« Le Quai de Ouistreham pourrait n'être que le récit d'un chemin de croix : Florence Aubenas a su en faire une œuvre trépidante, agrémentée de portraits touchants. »

— Julien Bisson, Lire - avril 2010

« Après un mois sous une burqa, voici six mois avec le prolétariat. La journaliste Florence Aubenas… se met dans la peau d’une demandeuse d’emploi anonyme à Caen. Cette donnée pourrait suffire à limiter la portée de ce reportage “ de l’intérieur ”, et à vrai dire, c’est un peu le cas. »

— Étienne Sorin

« À la pointe sèche de ce qu'elle a vécu, Florence Aubenas dessine le portrait d'un pays ignoré, recouvert par des discours qui enfouissent la réalité. Elle fait entendre le cri silencieux d'une nouvelle classe d'oubliés. Dans un décor et sous des ciels qui ont la couleur grise de cette misère. »

— Jean-Claude Raspiengeas, La Croix

« Le Quai de Ouistreham, le livre de Florence Aubenas, fait un carton : 210 000 exemplaires, quatre réimpressions. »

— Claire Richard, Le Nouvel Observateur

« Le Quai de Ouistreham n'est pas une démonstration : c'est un récit qui en dit plus que beaucoup de thèses. »

— Le Monde